# Alois Klar

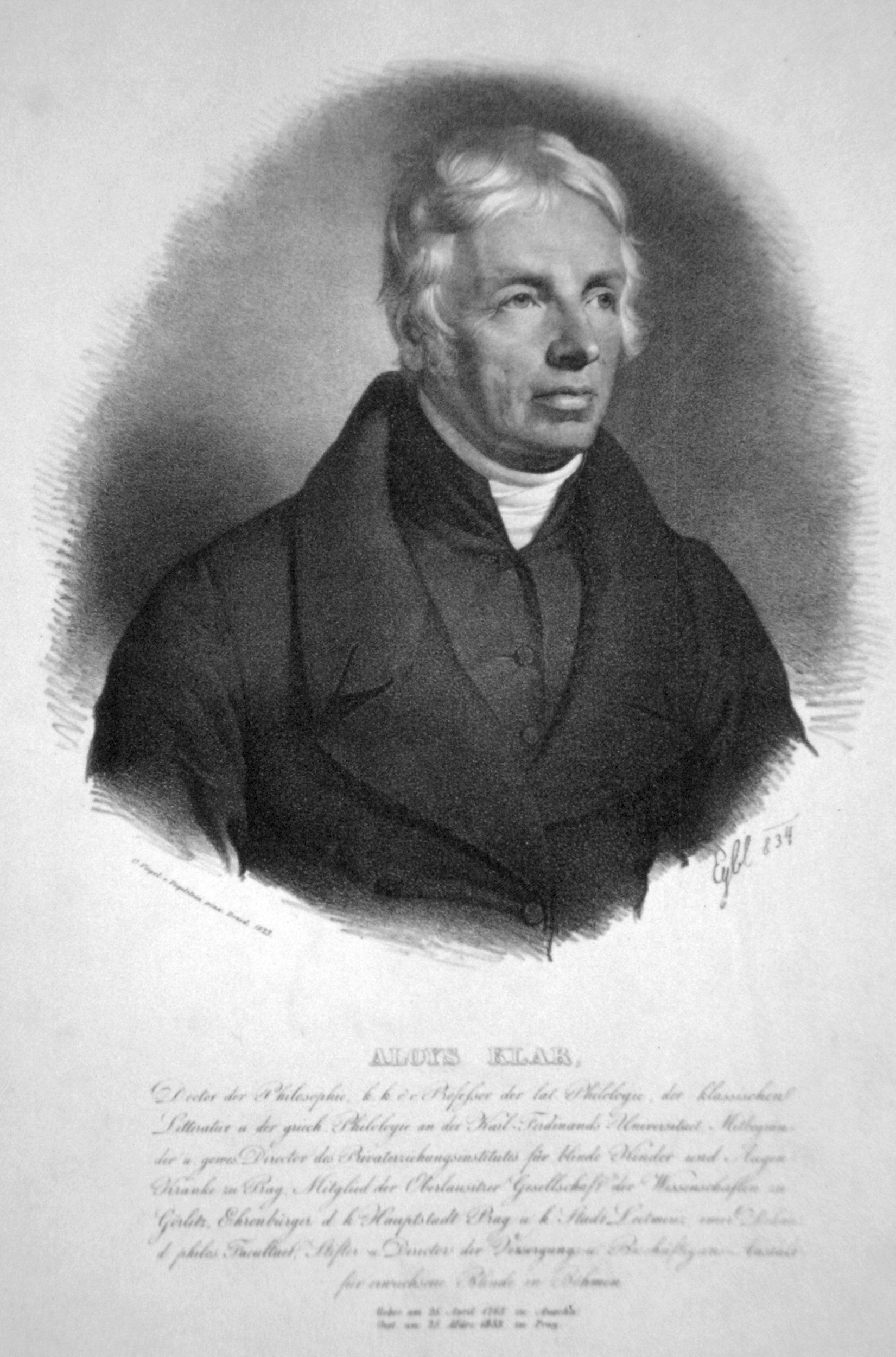
Alois Klar, Lithographie von Franz Eybl (1834) nach einem Gemälde von Carl Christian Vogel von Vogelstein, 1823

Alois Klar (* 25. April 1763 in Auscha, Böhmen; † 25. März 1833 in Prag) war ein böhmischer Philologe und einer der Gründer der Prager Blinden-Erziehungs-Anstalt.

## Leben
Klar besuchte in Leitmeritz das Gymnasium. 1779 kam er an die Universität nach Prag und promovierte zum Magister der Philosophie und der freien Künste. Zudem studierte er Theologie, wurde aber durch geistige Überanstrengung nervenkrank, entschied sich für das Lehramt und wurde Professor am Gymnasium in Leitmeritz. Daneben war er auch als Gymnasialkatechet tätig. 1793 trat er als Schriftsteller in die Öffentlichkeit. 1806 wurde er an die Universität nach Prag berufen, als Professor der griechischen Philologie und klassischen Literatur. 1807 graduierte er zum Doktor der Philosophie. 1820/1821 war Klar Dekan der philosophischen Fakultät. 1831 trat er vom Lehramt zurück. Im selben Jahr erkrankte Alois Klar und erholte sich nicht mehr.

## Leistung

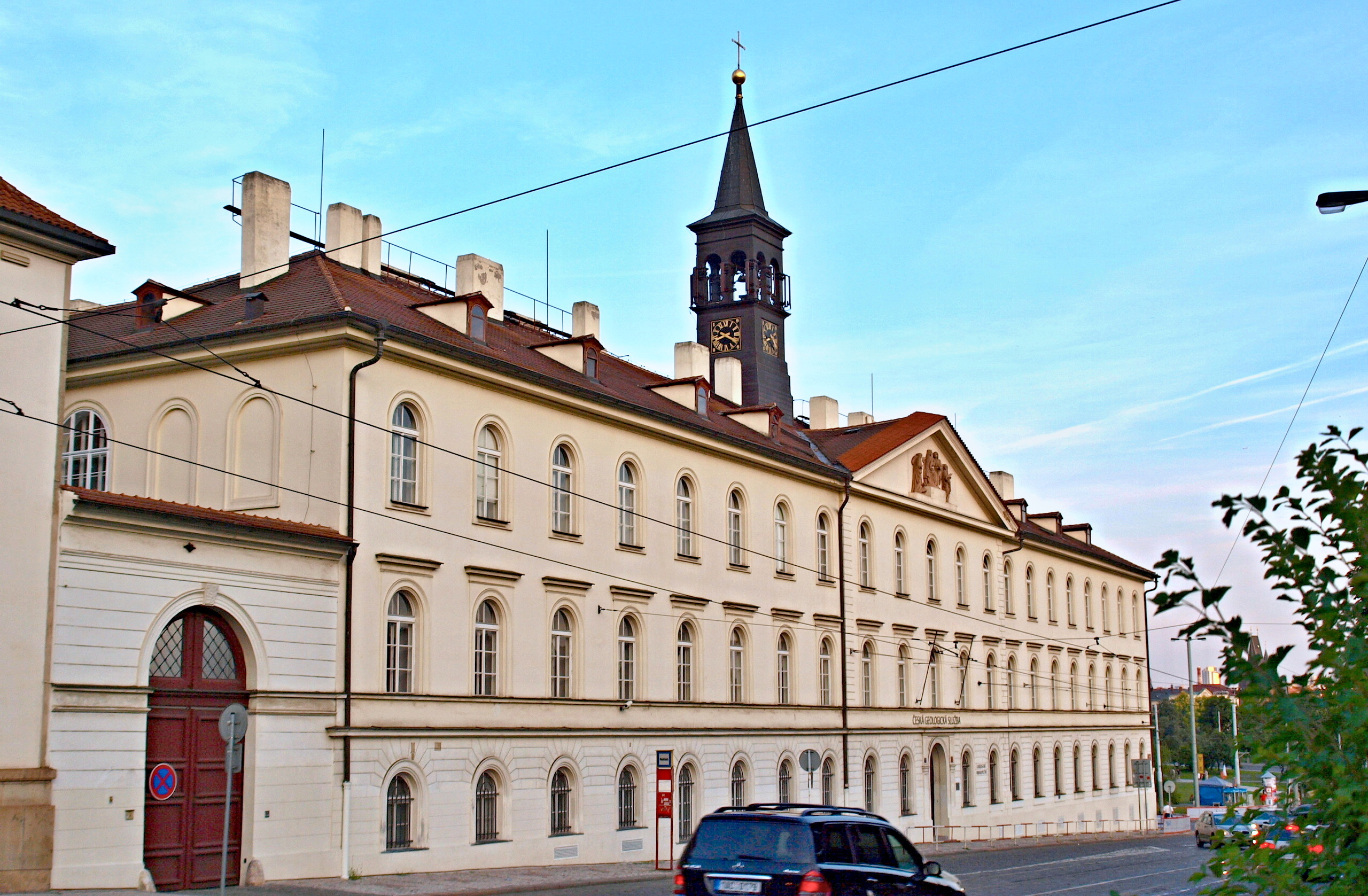
Klars Blindeninstitut auf der Prager Kleinseite

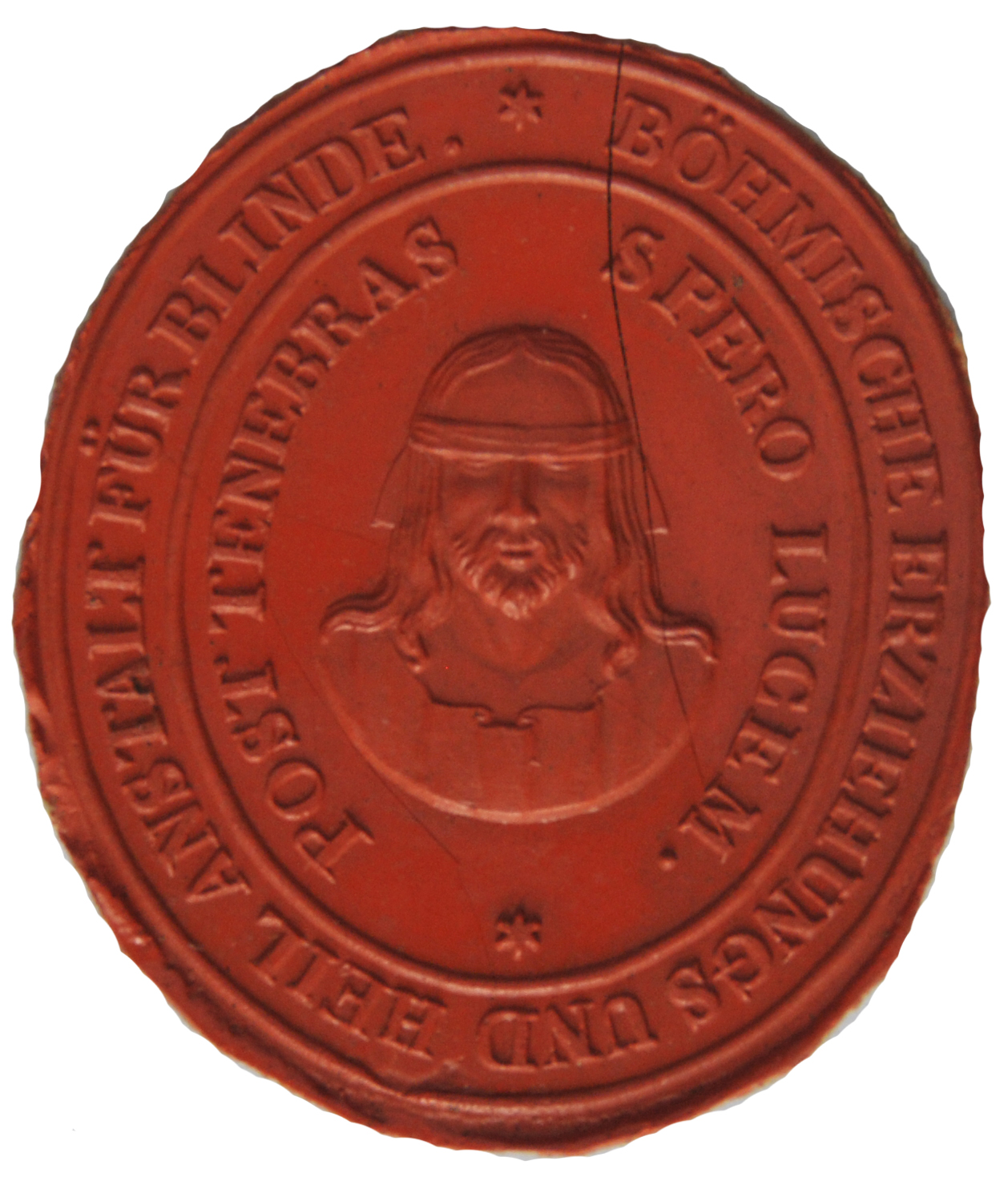
Siegel Blindeninstitut Prag, ca. 1840

Bald nach seiner Übersiedlung nach Prag kam Klar mit dem Blindenwesen in Berührung. An der Seite des Freiherrn von Platzer war er bei der Gründung der Prager Blinden-Erziehungs-Anstalt tätig, war im Aufsichtsrat und kurze Zeit führte er das Direktorat. 1832 gründete er einen Verein und eine Anstalt zur Versorgung und Beschäftigung erwachsener Blinder in Böhmen, nach dem Vorbild der Wiener Anstalt. Die hierfür notwendigen Informationen holte er sich über regen Briefwechsel von Johann Wilhelm Klein. Es gelang Alois Klar das Projekt auch finanziell abzusichern.
Er starb am 25. März 1833 im Alter von 69 Jahren.
Klars Frau Rosina unterstützte die Arbeit ihres Mannes und betreute zuerst blinde Kinder in der Privat-Blinden-Erziehungsanstalt auf dem Hradschin und später – auch noch lange nach dem Ableben ihres Gatten – die Bewohner der Blinden-Versorgungsanstalt. Der gemeinsame Sohn Paul Alois Klar erweiterte die von seinem Vater gegründete Blindenanstalt bedeutend, indem er ein neues Gebäude für sie errichten ließ.

## Werke
Alois Klar schrieb viele Abhandlungen in wissenschaftlichen und theologischen Zeitschriften. 
- Denkwürdigkeiten des Prager Institutes für arme blinde und Augenkranke. Prag 1831
- Statuten der Versorgungs- und Beschäftigungsanstalt für erwachsene Blinde in Böhmen. Prag 1833 [mehrsprachig]
- Denkwürdigkeiten aus dem Leben Alois Klars herausgegeben von Franz Weinold, Prag 1835. Das ist eine ausführliche Biographie von Alois Klar.